# 商品经济

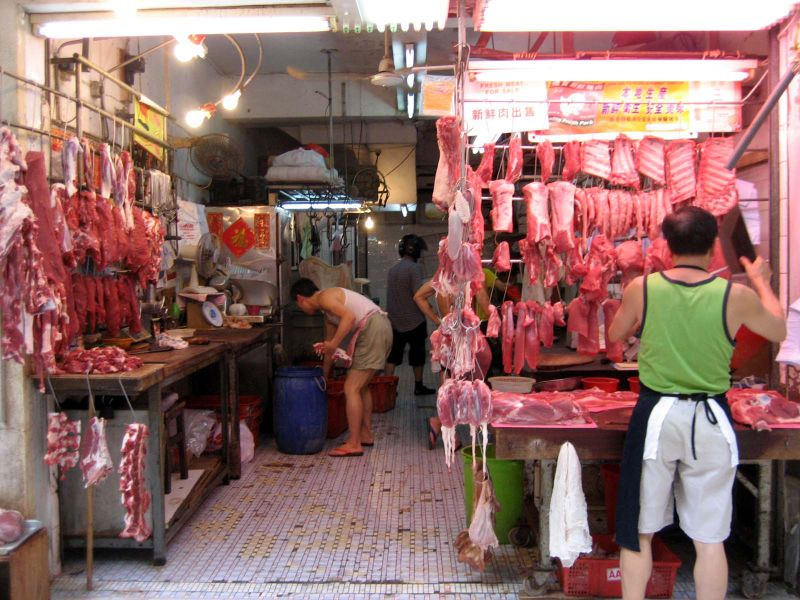
香港的肉類市場，這是傳統最基本的商品經濟型態

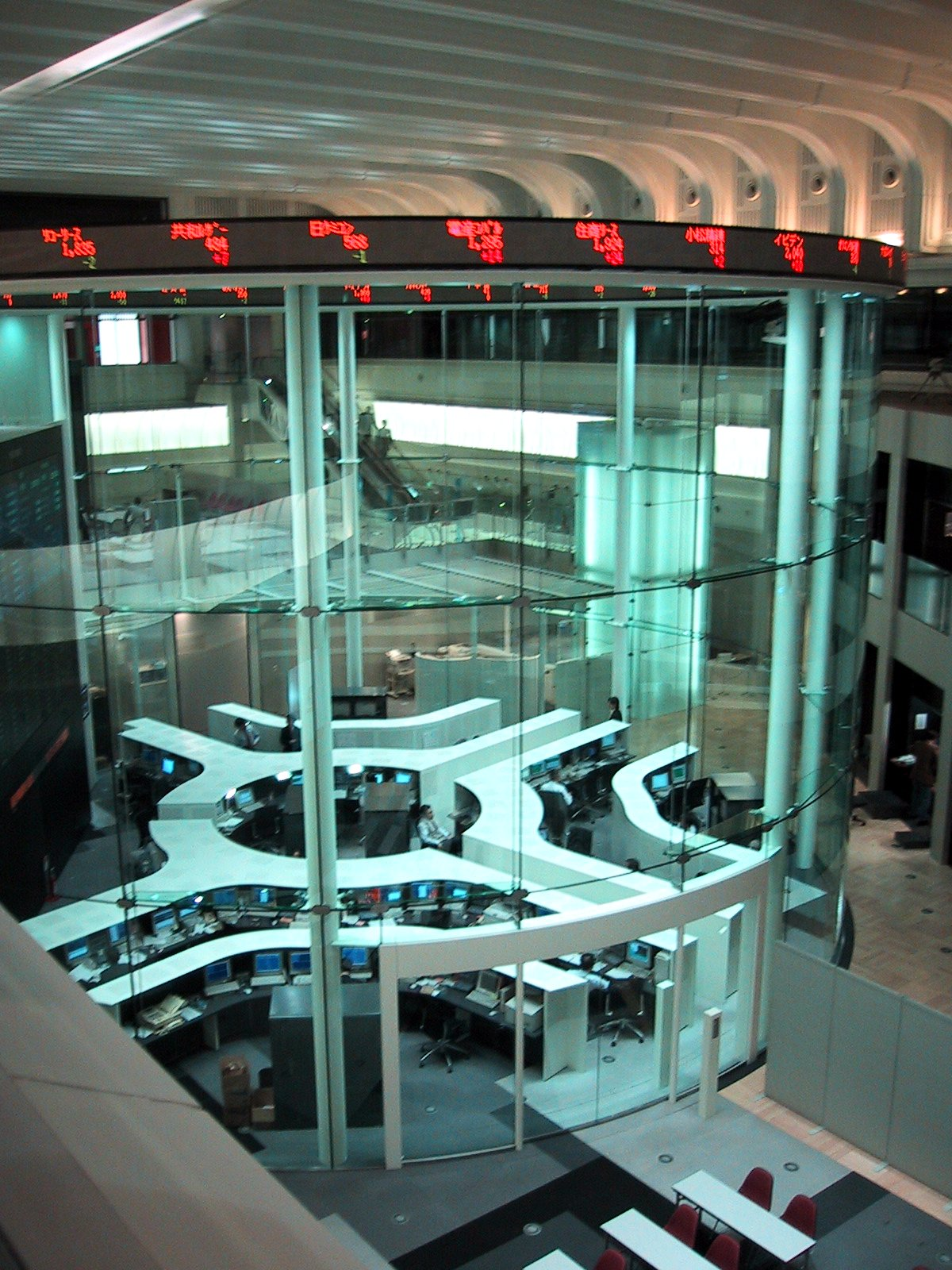
東京證交所，股票市場等於一種把投資機會和未來機率當作無形商品交易的市場，是商品经济的終極演化

商品经济是商品的生产、交换、出售的总和。商品经济也是一种社会经济模式，是指直接以交换为目的经济形式，包括商品生产和商品交换。相对于自给自足的自然经济，商品经济的特点是大分工，大交换，专业化强，效率高。
商品经济最早产生于第二次社会大分工（即手工业从农业中分离并进一步扩大），在第三次社会大分工时出现了商品经济的重要媒介——商人。当商品经济不断发展，商品之间的交换主要由市场调配时，这种社会化，由市场进行资源调配的商品经济就是市场经济。

## 资本主义社会前的商品经济
随着手工业和商人的发展，原始社会末期产生了初具规模的商品经济，他们以交换需要的商品或货币从事生产经营活动，这种商品经济以及几千年后直至机器化大生产普及之前的商品经济被归为“小商品经济”，以区别于现代的商品经济。
这段时间的商品经济有如下特点：
- 生产商品的主要目的是为了满足自身需求，而不是现代商品经济那样以不断进行商品交换来获取经济利益而从事商品交换。
- 商品生产的规模受到风俗文化、自然经济的抵制而难以扩大。从而沦为自然经济的附庸。
- 大多数商人通过商品交换获得利益很少用于扩大再生产，而是购田置地，阻碍了商品经济进一步扩大的可能。

## 资本主义诞生后的商品经济
在资本主义以追求剩余价值的利益驱动下，使用机器进行生产。使得商品的生产与交换开始不断扩大，商品经济不断发展。通过商品交换取得的利润大多用于扩大再生产，这一行为成为商品经济在资本主义下迅速发展的主要动力，在这一时期（包括以后的社会主义下的商品经济）以后的商品经济，被称为“现代化商品经济”。
与小商品经济有如下区别：
- 商品生产与交换的目的是为了获得利润，从而不断进行生产扩展，极大推动了商品经济的发展。
- 以现代化机器为生产工具，提高了商品的生产率，为扩大的商品交换提供可能。
- 由于商品的生产与交换需要调动社会大量的资源与部门，出现生产社会化的要求。在这一情况下，商品经济的发展开始提高市场在商品经济中的重要地位，逐步形成市场经济。